# Tekoči zrak
Tekoči zrak je zrak, ohlajen pod visokim tlakom do tako nizke temperature (kriogena temperatura), da kondenzira v bledo modro lahko tekočo tekočino. Njegovo vrelišče je približno -195 °C. Tekoči zrak zlahka absorbira toploto iz okolice in se vrne v plinasto stanje, zato se mora hraniti v toplotno izoliranih Dewarjevih posodah.  Uporablja za utekočinjanje in zamrzovanje drugi snovi in predvsem kot industrijski vir dušika, kisika, argona in drugih inertnih plinov, ki se pridobivajo s frakcionirno destilacijo.

## Lastnosti
Tekoči zrak ima gostoto približno 870 kg/m3 (870 g/L ali  0,87 g/cm3). Gostota se nekoliko spreminja in je odvisna na primer od vsebnosti vlage (H2O) in ogljikovega dioksida (CO2). Ker suh plinast zrak vsebuje približno 78% dušika, 21% kisika in 1% argona, se gostota tekočega zraka s standardno sestavo izračuna iz deleža komponent in njihovih gostot v tekočem stanju. Zrak vsebuje tudi sledove ogljikovega dioksida (okoli  0,040%), ki se izloči že pri precej višji temperaturi in ga zato v tekočem zraku pri tlakih, nižjih od 5,1 bara, ni. 
Vrelišče tekočega zraka je -194,35 °C (78,80 K), se pravi med vreliščema tekočega dušika (−195,79 °C, 77 K) in tekočega kisika (−182,96 °C, 90,19 K). Vzdrževanje konstantne temperature tekočega zraka je težavno, ker pri vrenju najprej izpari dušik. Preostala zmes ima višjo vsebnost kisika in zato drugačno vrelišče. Vrelišče se lahko v nekaterih okoliščinah spremeni tudi zato, ker tekoči zrak kondenzira kisik iz ozračja.
Tekoči zrak pri standardnem zračnem tlaku zmrzne pri približno -215 °C (58 K).

## Proizvodnja

### Princip proizvodnje
Sestavine zraka so nekoč imenovali  "permanenti plini", ker se s stiskanjem pri sobni temperaturi niso dali utekočiniti. 
S stiskanjem plina se njegova temperatura zviša. Če se ta komprimirani plin ohladi na sobno temperaturo in nato ekspandira na začetni tlak, se bo ohladil pod začetno temperaturo. Če se postopek dovolj krat ponovi, se bo plin utekočinil. 
Glavne sestavine zraka sta prva utekočinila poljska znanstvenika Zygmunt Florenty Wróblewski in  Karol Olszewski leta 1883. 
Naprave za proizvodnjo utekočinjenega zraka so enostavne in se lahko izdelajo iz vsem dostopnih gradiv. 

### Postopek
Najpogostejši postopek za utekočinjenje zraka poteka v dvokolonskem Linde-Fränklovem ciklu z izkoriščanjem Joule–Thomsonovega pojava. Zrak pod visokim tlakom (5,5 bar) vstopa v spodnjo kolono, v kateri se loči v čisti dušik in s kisikom bogato tekočino. S kisikom bogata tekočina in nekaj dušika se kot refluks vodita v zgornjo kolono, ki deluje pri nižjem tlaku (1,4 bar). V gornji koloni poteče končna ločitev na čisti dušik in kisik.  Surov argon se odstranjuje  na sredini gornje kolone in kasneje očisti primesi.
Zrak se lahko utekočini tudi po Claudeovem postopku, ki kombinira ohlajanje z Joule–Thomsonovim pojavom, izentropno ekspandiranje in regenerativno ohlajanje.

## Uporaba
Utekočinjeni zrak se običajno frakcionira v njegove sestavine, ki so lahko tekoče ali plinaste. Kisik se uporablja predvsem za avtogeno varjenje in rezanje in v medicini. Argon se uporablja predvsem pri varjenju v inertni atmosferi in elektroobločnem varjenju z volframovo elektrodo. Tekoči dušik je zaradi inertnosti dušika pri nizkih  temperaturah uporaben na primer za hitro zamrzovanje živil.

### Transport in shranjevanje energije
Leta 1899 sta družbi Liquid Air Power in  Automobile Co. of London načrtovali izdelavo avtomobila  Liquid Air (Tekoči zrak), za katerega sta trdili, da bo s tekočim zrakom lahko prevozil sto milj.
2. oktobra 2012 je Institut za mehansko inženirstvo s sedežem v Londonu, Združeno kraljestvo, objavil, da lahko tekoči zrak služi za shranjevanje energije. Trditev je temeljila na tehnologiji, ki jo je razvil innovator Peter Dearman iz Hertfordshirea, Anglija, za pogon vozil.